# Bálint Endre
Bálint Endre (Budapest, 1914. október 27. – Budapest, 1986. május 3.) magyar festő és grafikus, a modern magyar művészet, az avantgárd egyik legjelentősebb alakja.

## Életpályája
1914-ben értelmiségi családban született, apja, Bálint Aladár a Nyugat ismert képzőművészeti kritikusa volt, nagybátyja Osvát Ernő. (Nővére, Bálint Klára Szerb Antal író és irodalomtörténész felesége lett 1938-ban.) Fia Bálint István költő, színész, rendező.
16 éves korában felvették a Magyar Királyi Iparművészeti Iskola grafikai osztályába, reklámgrafika szakra, de hamarosan kiderült, hogy a festészet iránt is erősen vonzódik. Húszéves korában három hónapra Párizsba utazott, az ott megismert modern festészet kötelezte el későbbi pályáján.
Hazatérése után, 1935-ben Vaszary János magániskolájában megismerkedett Vajda Lajossal, akivel hamar emberi-művészi barátságot kötött. 1936-ban Aba-Novák Vilmos magániskolájában tanult. Szentendrén Vajda Lajos és Korniss Dezső köré sok fiatal festő tartozott 1937-től 1940-ig, köztük volt Bálint Endre is. 1936-ban megbetegszik tüdőbajban. 1938-ban rendezik meg első gyűjteményes kiállítását a Tamás Galériában. Ettől kezdve a modern magyar művészet fejlődésével foglalkozó kritika figyelmének középpontjában állt, főként a jelentékeny műtörténész és -kritikus, Kállai Ernő becsüli sokra, aki 1939-1942-ben a Népszava rendszeres műkritikusa.
1945-ben az Európai Iskola nevű művészcsoport egyik alapító tagja, 1948-ig évente gyűjteményes kiállításon szerepel. 1947-ben hosszabb időt tölt Párizsban, megismeri André Bretont, és részt vesz a Nemzetközi Szürrealista Világkiállításon. Idehaza 1956-ig nem rendezhetett kiállítást, a tiltott kategóriába került.

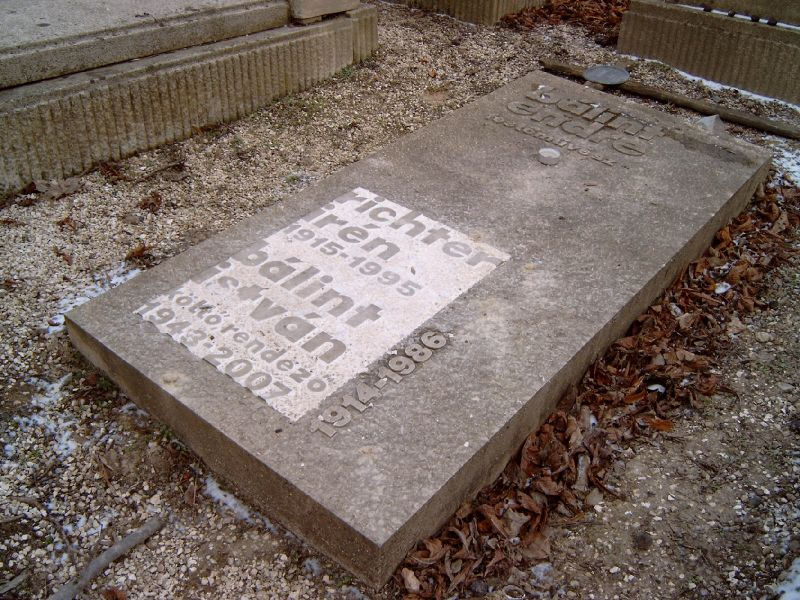
Bálint Endre sírja Budapesten. Farkasréti temető: 24/3-1-18.

1957 és 1962 között Párizsban élt. Itt készültek híressé vált Biblia-illusztrációi. 1962 után Magyarországon fokozatosan átkerült a tűrt kategóriából a támogatottba. Számos kiállításon vett részt képeivel külföldön, majd itthon is. Élete utolsó évtizedében minden lehetséges kitüntetést megkapott, halála előtt a Kossuth-díjat is. 1986-ban tüdőbajban halt meg, hosszú betegeskedés után, még alkotóereje teljében.
Legutóbb 2007-ben rendezett műveiből emlékkiállítást a budapesti Home Galéria.

## Művészete
Festészete dadaista, konstruktivista, szürrealista és absztrakt irányokat vett, de lírai alaphangját a legmerészebb szabad asszociációk közepette is megőrizte.
Legtöbb művét a Ferenczy Múzeum őrzi Szentendrén, mintegy 10 db. képe van a Deák Gyűjteményben Székesfehérvárott, de nagyon sok műve magántulajdonban van.

## Művei (válogatás)
- 1936 Önarckép (akvarell, tus, papír, 455 x 293 mm; Ferenczy Múzeum, Szentendre)
- 1937 Szobám Binderdorféknál (tempera, papír, 33 x 60 cm; magántulajdonban)
- 1939 Gyertyafénynél : (I.) (linóleummetszet, 34 x 20 cm; magántulajdonban)
- 1940 Gyertyafénynél : (II.) (linóleummetszet, 34 x 20 cm; magántulajdonban)
- 1940 Gyertyafénynél : (III.) (linóleummetszet, 34 x 20 cm; magántulajdonban)
- 1941 Gyertyafénynél : (IV.) (linóleummetszet, 34 x 20 cm; magántulajdonban)
- 1942 Önarckép (tempera, papír, 40 x 28 cm; magántulajdonban)
- 1946 Csendélet (olaj, fa, 45 x 22 cm; magántulajdonban)
- 1946 Csendélet hallal (pasztell, papír, 420 x 550 mm; Janus Pannonius Múzeum, Pécs)
- 1947 Cannes-i halász (olaj, vászon, 44 x 55 cm; magántulajdonban)
- 1948 Szentendrei ház (olaj, fa, 21 x 25,5 cm; Ferenczy Múzeum, Szentendre)
- 1952 Gyökértánc (olaj, vászon, 25 x 33 cm; magántulajdonban)
- 1952 Kőmadár (olaj, vászon, 35 x 24 cm; magántulajdonban)
- 1957 Csendélet-életcsend (akvarell, papír, 220 x 290 cm; magántulajdonban)
- 1959 Szobor temetőben (olaj, vászon, 50 x 61 cm; magántulajdonban)
- 1959 Hastingsi házak (olaj, fa, 43 x 24 cm; magántulajdonban)
- 1959 Honvágy (olaj, fa, 80 x 155 cm; magántulajdonban)
- 1960 Népligeti álom (olaj, vászon, 61 x 61 cm; magántulajdonban)
- 1961 Roueni látomás (olaj, fa, 96 x 50 cm; magántulajdonban)
- 1963 Groteszk temetés (olaj, vászon, 92 x 66 cm; magántulajdonban)
- 1965-66 Mágikus éj Szentendrén (olaj, vászon, 79,8 x 100 cm; Ferenczy Múzeum, Szentendre)
- 1969 Busó tánc (olaj, fa, 74 x 37,5 cm; Ferenczy Múzeum, Szentendre)
- 1969 Füstölgő (olaj, vászon, 30 x 60 cm; Ferenczy Múzeum, Szentendre)
- 1969 Itt nyugszik (olaj, fa, 118 x 73 cm; magántulajdonban)
- 1970 Prométheusz születése (olaj, vászon, 30 x 65 cm; Ferenczy Múzeum, Szentendre)
- 1973 In memoriam Bartók (Olaj, fa; magántulajdonban)
- 1976 Hommage à Franz Kafka (olaj, fa, 30 x 30 cm; magántulajdonban)
- 1978 De profundis (olaj, fa, 42 x 38 cm; magántulajdonban)
- (Év nélkül) Téli motívum : Zsennye (olaj, deszka; 12 x 67 cm; Nagy Miklós magángyűjteményében)
- (Év nélkül) Pléhkrisztus (monotypia, karton, 18 x 48 cm; Nagy Miklós magángyűjteményében)
- (Év nélkül) Emlékködök (monotypia, karton, 41 x 35 cm; Nagy Miklós magángyűjteményében)

### Írások, könyvek
- Hazugságok naplójából; Magvető, Bp., 1972
- Életrajzi törmelékek; Magvető, Bp., 1984 (Tények és tanúk)
- Sorsomról van szó. Írások, versek, esszék, egyebek; Magvető, Bp., 1987
- Képek a Bibliához; szerk., bibliai szövegvál. Szántó Tibor; Officina Nova, Bp., 1990
- Biblia; ill. Bálint Endre, ford. Gál Ferenc et al., bev. Gál Ferenc, Kosztolányi István; Egyetemi, Bp., 1991
- A remény négyfelé szakadt. Válogatott írások; vál.,  szerk. Mezey Katalin; Széphalom Könyvműhely, Bp., 2015

## Társasági tagság
- Európai Iskola

## Díjai
- Érdemes művész (1973)
- Munka Érdemrend arany fokozata (1975)
- Kiváló művész (1982)
- Kossuth-díj (1985)

## Szakirodalom
- Magyar életrajzi lexikon IV: 1978–1991 (A–Z). Főszerk. Kenyeres Ágnes. Budapest: Akadémiai. 1994.  ISBN 963-05-6422-X
- Kassák Lajos: Képzőművészetünk Nagybányától – napjainkig (1947.)
- Mándy Stefánia: Bálint (Párizs, 1956.)
- Szabadi Judit: Bálint Endre (Bp., Corvina Kiadó, 1969)
- Román József: Bálint Endre (Bp. Képzőművészeti Kiadó, 1980)
- Bálint Endre emlékkiállítás. 1986. október 1-től december 31-ig; kiállításrend. Ury Ibolya, szerk. Méry Éva, Művészetek Háza, Szekszárd, 1986 (A szekszárdi Művészetek Háza kiállításai)
- Bálint Endre, Vajda Júlia, Vajda Lajos. A kiállítás a Budapest Kiállítóteremben az Erdész Galéria szervezésében 2004. augusztus 29–szeptember 12. között került megrendezésre; Artchívum, Bp., 2004
- Román József: Bálint Endre és az "oppozíció"; CEU Press, Bp., 2004
- Bálint Endre; szerk. Makláry Kálmán; Makláry Artworks Kft., Bp., 2008
- Kolozsváry Marianna: Bálint Endre; Kossuth–MNG, Bp., 2015 (A magyar festészet mesterei)
- A nyolcadik templom. Magyar Nemzeti Galéria, 2014. február 1–2014. május 11.; kurátor Kolozsváry Marianna; Szépművészeti Múzeum–MNG, Bp., 2014
- Endre Bálint: The eighth temple. Hungarian National Gallery, 1 February–11 May; curator Kolozsváry Marianna; Museum of Fine Arts–Hungarian National Gallery, Bp., 2014 (Publications by the Hungarian National Gallery)
- Kozák Gyula: A szabadság kicsiny szigete. Művészsorsok a 20. században. Bálint Endre, Jakovits József, Vajda Júlia; Balassi, Bp., 2015